# Sauvagella robusta
Sauvagella robusta é uma espécie de peixe da família Clupeidae.
É endémica de Madagáscar.
Os seus habitats naturais são: rios.